# 大甲 (臺南市)
大甲，是臺灣臺南市仁德區的一個傳統地域名稱，位於該區西南端。相較於今日行政區，其範圍大致包括大甲里不含東南端、二行里不含南端。

## 歷史
台灣日治初期，大甲地區為一（舊制）街庄，稱為「大甲庄」，隸屬於文賢里。昔日該庄北與十三甲庄為鄰，東與車路墘庄為鄰，東南與二橋庄為鄰，南邊及西南邊隔二層行溪（今二仁溪）與圍仔內庄為界，西北邊為灣裡庄。
1901年（日治明治三十四年）11月，全台設置二十廳，該庄隸屬於臺南廳。1903年（明治三十六年）6月，該庄編入「文依區」，隸屬於臺南廳。1909年（明治四十二年）10月，合併二十廳為十二廳，文依區仍隸屬於臺南廳。1920年（大正九年），廢十二廳改設五州二廳，該庄改制為「大甲」大字，隸屬於臺南州新豐郡永寧庄（新制街庄）。1940年（昭和十五年）10月1日，永寧庄廢庄，本地區併入仁德庄。
戰後仁德庄改制為仁德鄉，隸屬於臺南縣，大字亦改制為村。1950年雲、嘉、南分治，仁德鄉仍隸屬於臺南縣。2010年12月25日，因臺南縣市合併為直轄市臺南市，仁德鄉改制為仁德區，村亦改制為里。

## 聚落
本地區發展較早的聚落有二層行、土庫、港崎頭、大甲、山仔頭（已消失）等，在日治期初期的官方地圖上已有記載。

## 交通
省道台86線又稱「東西向快速公路－台南關廟線」，經過本地區北部，境內未設交流道。最近的交流道在西側是西北鄰灣裡地區永成路一段交會處的灣裡交流道，在東側是省道台1線交會處的台南交流道；由此可快速前往其與國道1號交會處的仁德系統交流道，以及沿線各地。
省道台1線又稱「縱貫公路」，是臺北至屏東縣楓港的傳統平面幹道，經過本地區東部北側邊界地帶。由該道路北行可前往省道台86線（東西向快速公路－台南關廟線）台南交流道、臺南市南區/東區邊界、東區、永康區、新市區等地，南行可前路竹區、岡山區、橋頭區、楠梓區等地。
區道南147線是永寧橋至二行的道路。

## 學校
- 大甲國小